# Gimån
Gimån är ett biflöde till Ljungan (det största). Gimån är ca 80 km lång och rinner från Revsundssjön strax intill Bräcke i Jämtland och rinner genom bland annat Idsjön, Holmsjön och Leringen för att sedan flyta ut i Ljungan vid Torpshammar i Medelpad. Det är en bra å för forspaddling och ett populärt fiskevatten. 